# Вест, Чарльз
Чарльз «Чак» М. Вест (Charles «Chuck» Marstiller Vest; 9 сентября 1941 г., Моргантаун, Западная Виргиния — 12 декабря 2013 г., Арлингтон, Виргиния) — американский деятель науки и техники, эмерит-президент Национальной инженерной академии и Массачусетского технологического института, перед чем возглавлял их соответственно в 2007—2013 и 1990—2004 годах. Эмерит-профессор Массачусетского технологического института после отставки с поста его президента.
Выпускник Мичиганского университета, где затем прошёл путь до проректора. Член Американского философского общества (2008).
Удостоен Национальной медали в области технологий и инноваций (2006).

## Биография
Окончил Университет Западной Виргинии (бакалавр инженерной механики, 1963). Степени магистра инженерии (1964) и доктора философии по инженерной механике (1967) получил в Мичиганском университете, где начал преподавать с 1968 года в качестве ассистент-профессора. С 1972 года ассоциированный профессор, с 1977 года полный профессор. С 1981 года помощник, в 1986—1989 годах декан инженерии Мичиганского университета, в 1989—1990 годах проректор и вице-президент по академическим вопросам.
На протяжении 14 лет состоял директором DuPont и 13 лет — IBM. На протяжении восьми лет являлся вице-председателем U.S. Council on Competitiveness. Служил в United States President's Council of Advisors on Science and Technology при администрациях Клинтона и Буша. В 2005—2013 годах член совета директоров Kavli Foundation (United States).
Остались супруга и дети.
Член Американской академии искусств и наук (2001). Отмечен Vannevar Bush Award (2011) и Citation for Leadership and Achievement от Council for Scientific Society Presidents (2012), удостоен почётных докторских степеней от 15 университетов.